# La guerra ed il sogno di Momi
La guerra ed il sogno di Momi è un mediometraggio muto italiano del 1917, con incluse delle sequenze di ripresa a passo uno di pupazzi; uno dei primi film italiani che ha utilizzato tecniche d'animazione per degli effetti speciali.

## Storia
Il film è oggi considerato un capolavoro in stop-motion del mago degli effetti speciali Segundo de Chomón. Il soggetto e la tecnica usata hanno il loro precedente nel film Il sogno del bimbo d'Italia, diretto nel 1915 da Riccardo Cassano, nel quale si racconta la storia simile di un bambino con il padre in guerra, il quale in sogno vede i soldatini giocattoli animarsi a ricreare una scena di battaglia.
La pellicola è stata restaurata nel 1991 dal Museo Nazionale del Cinema di Torino, a partire da copie preservate alla Cineteca Italiana di Milano e al Museo di Torino.

## Trama
Il piccolo Momi (interpretato secondo le convenzioni dell'epoca da una bambina, Stellina Toschi) vive in una casa confortevole ed elegante con la mamma (Valentina Frascaroli) e il nonno (Enrico Gemelli). Il padre (Alberto Nepoti), ufficiale nell'esercito italiano, combatte nella prima guerra mondiale sui monti ai confini con l'Austria e mantiene i contatti con la famiglia attraverso la corrispondenza. Il nonno di Momi legge al nipotino una delle lettere del padre, contenente la storia di Berto (Luigi Petrungaro), un piccolo montanaro, e di sua madre (Gina Marangoni), coinvolti in un violento scontro di guerra. Dopo la lettura della lettera, Momi si addormenta sul divano. Nel sogno i suoi pupazzi preferiti, Trik e Trak, si animano e diventano protagonisti con gli altri soldatini di fatti d'armi e battaglie, condotte dal valoroso padre, fino al trionfo finale. Il film si chiude con Momi, la mamma e il nonno raccolti in preghiera, invocando il ritorno a casa del padre.